# Bistum Aguascalientes
Das Bistum Aguascalientes (lat.: Dioecesis de Aguas Calientes, span.: Diócesis de Aguascalientes) ist eine in Mexiko gelegene römisch-katholische Diözese mit Sitz in Aguascalientes.

## Geschichte
Das Bistum Aguascalientes wurde am 27. August 1899 durch Papst Leo XIII. aus Gebietsabtretungen des Erzbistums Guadalajara errichtet und diesem als Suffraganbistum unterstellt.

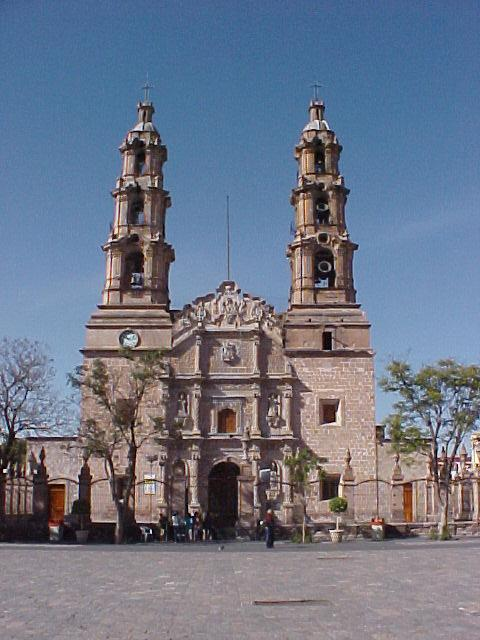
Kathedrale Nuestra Señora de la Asunción in Aguascalientes

## Bischöfe von Aguascalientes
- José María de Jesús Portugal y Serratos OFM, 1902–1912
- Ignacio Valdespino y Díaz, 1913–1928
- José de Jesús López y González, 1929–1950
- Salvador Quezada Limón, 1951–1984
- Rafael Muñoz Núñez, 1984–1998
- Ramón Godinez Flores, 1998–2007
- José María de la Torre Martín, 2008–2020
- Juan Espinoza Jiménez, seit 2021